# Willy Lindwer
Wolf (Willy) Lindwer (Amsterdam, 18 maart 1946) is een Nederlandse documentairemaker, regisseur, en auteur.

## Biografie
Willy Lindwer volgde het Barlaeus Gymnasium, maar deed eindexamen HBS-B aan het Amsterdams Lyceum. Daarna studeerde hij aan de Nederlandse Filmacademie. Na zijn studie werkte Lindwer eerst als regisseur bij de televisieafdeling van de Wereldomroep en voor de documentaire afdeling van de NOS. In 1985 richtte hij in Amsterdam zijn eigen bedrijf, AVA-Productions, op. Binnen dit bedrijf heeft hij vele van zijn films gemaakt. In Jeruzalem richtte hij Terra Film Productions op, waar hij tegenwoordig woont.

### Documentairemaker
Willy Lindwer is bekend om zijn films over de Holocaust, Israël en het Midden-Oosten, het jodendom en het christendom, maar hij heeft ook ervaring met andere onderwerpen, zoals kunst en muziek. Hij maakte ook vele documentaires in Afrika. Zijn Joodse ouders komen uit Polen en Oekraïne. Zijn familie in Oekraïne werd tijdens de Tweede Wereldoorlog vermoord. Zijn ouders en broer overleefden de oorlog door onder te duiken in de Achterhoek. Lindwer woont met zijn vrouw in Hanna in Israel.
In 1988 won hij de Internationale Emmy Award voor zijn film De Laatste Zeven Maanden van Anne Frank. Deze film bevat de verhalen van zeven vrouwen die getuige waren van Anne Franks laatste maanden in de concentratiekampen van nazi-Duitsland, waaronder Hanna Goslar, die Anne Frank gekend heeft voordat ze onderdook en Janny Brandes-Brilleslijper die tot haar dood in Bergen-Belsen bij haar was. 
In 1993 kreeg Willy Lindwer uit handen van Bert Haanstra een Gouden Kalf voor Kind in Twee Werelden, zijn documentaire over Joodse oorlogspleegkinderen.
Bij de lintjesregen van 2010 werd hij benoemd tot Officier in de Orde van Oranje-Nassau, voor zijn 40-jarige werk als filmmaker.

### Publicist
Lindwer heeft ook een reeks boeken gepubliceerd. Een aantal van deze boeken is gebaseerd op de films die hij gemaakt heeft. Zijn meest bekende werken als auteur zijn De Laatste Zeven Maanden van Anne Frank (1988), Getuigen van Westerbork (1990) over Kamp Westerbork en Het fatale dilemma (1995) over de Joodse Raad. Lindwer is tevens fotograaf. Hij fotografeerde alle nog bestaande synagogen in Nederland. Deze foto's werden gepubliceerd in Synagogen van Nederland (2006). In 2010 kwam het boek From Jerusalem with Love uit, in samenwerking met het Bijbels Museum Amsterdam en dat gebaseerd is op de Willy Lindwer Collectie kunstvoorwerpen van het Heilige Land (1798-1948). In 2018 kwam De Treinreis uit, uitgegeven samen met de historica Aline Pennewaard, n.a.v. zijn gelijknamige film. In 2019 'Wolf en Ryfka, Kroniek van een Joodse familie', het is het levensverhaal van Lindwers familie in Galicië (Oost-Europa) en hun komst naar Amsterdam. Bij het boek hoorde tevens de tentoonstelling 'Kogels, verraad en brieven' in het Nationaal Holocaust Museum te Amsterdam. In 2024 kwam zijn boek Verdwenen Stad uit naar de film met de gelijknamige titel. Hij maakte film en boek samen met de auteur Guus Luijters.

### Waardering
Lindwer kreeg in 1988 de Internationale Emmy Award voor 'De laatste zeven maanden van Anne Frank' en in 1993 een Gouden Kalf voor 'Kind in Twee Werelden' en werd op 29 april 2010 officier in de Orde van Oranje-Nassau.

## Filmografie (incompleet) (1969-2019)
- Nederlandse Politie in Bezettingstijd, Filmacademie, 1969/1970
- Amsterdam 700 Jaar, 1975
- Wat Hebben jullie met onze meisjes gedaan, KZ syndroom kunstenaar Max Bueno de Mesquita,1977
- Live, Life Drie Choreografen en een ballet (Nationaal Ballet), 1979
- Food for the Future, De Turkana en Boran tribes in Kenya (1980)
- I am Their Eye, Education in Botswana, Kalahari dessert, Okavango Delta (1981)
- The Breaking Chain, Environment in Senegal, Ghana, Burkina Faso, Ivory Coast (1983)
- Ik kom uit de Mediene, Joods leven in de provincie, 1983
- Met Siegfried van Praag terug naar Joods Amsterdam, 1984
- House Without Foundation, with James Mason, about Afghan refugees (1984)
- Between Kabary and Satellite, Communication in Madagascar (1984)
- The Pill Jungle  the essential drugs list for health care (1985)
- De Joden en Hun Mokum, 350 jaar Joodse Gemeente Amsterdam, 1985
- Marek Edelman, Laatste held van het Ghetto van Warschau, 1987
- De Laatste Zeven Maanden van Anne Frank, 1988
- De Revolutie van het Geneesmiddel, 50 jaar penicilline 1990
- Joodse Bruiloft in Bezettingstijd, 1991
- Fantasie in de Ban van de Werkelijkheid, 4 delen, 1991
- De Wannsee Conferentie, 1992
- De Gebroken Cirkel, 1992
- Terug naar mijn Shtetl Delatyn, 1992
- Dagboek van de Laatste Helden, 1993
- De Kleine Dingen, 1993
- Kind in Twee Werelden, Joodse Oorlogspleegkinderen, 1993
- Teddy Kollek, Van Wenen naar Jeruzalem, 1994
- Simon Wiesenthal, Vrijheid is geen geschenk van de Hemel, 1994
- Het Fatale Dilemma, De Joodse Raad van Amsterdam, 1995
- Het Oorlogsweekjournaal (10dln), 1995
- Kinderen van de Oorlog, 1995
- Het Schuldgevoel dat je bestaat, de Japans Indische nakomelingen, 1995
- Jeruzalem, Tussen Hemel en Aarde, 3 delen, 1995
- De Excessen van Rawagade, 1995
- De Twintigste Eeuw in Beeld met Jeroen Krabbé, 10 delen, 1996
- Gered voor het Leven, over Arnold Douwes en Max Leons, 1997
- Stuart Eizenstat De man achter de nazi-goud rapporten 1998
- De Terugkeer, 100 jaar Zionisme, 50 jaar Israel, 3 delen, 1998
- Yitzhak Rabin: Warrior-Peacemaker, 1998
- De Naoorlogse Bijzondere Rechtspleging, 1998
- Zij deden hun plicht, 2 delen, 2000
- Miracle of Faith, 2000 jaar Christendom in het Heilige Land, 2000
- D’vekut, Chassidisme en Joodse Mystiek, 2000
- Noodkreet in Stilzwijgen, 2001
- Empty Rooms, 2002
- De Tempelberg is van Mij, 2 delen, 1993
- Holland, Vaarwel! 2 delen, 2004
- Africa Goes Digital, Opdrachtfilm VN, 2006
- Mr. Israel, Het verhaal van president Shimon Peres, 2008
- Anna’s Stille Strijd, 2009
- Magisch Israël, 3-delen, 2009
- Leven met het Zwaard, 3-delige serie over het Israëlische leger, 2012
- Herinnering aan een Vermoord Kind, over Guus Luijters en zijn boek over de 18.000 vermoorde Joodse kinderen in de oorlog, 2012
- Manja, een leven achter onzichtbare tralies (2013) Vimeo externe link.
- Lonely but not Alone, het leven van Rabbijn Nathan Lopes Cardozo (2015)
- Rebelse Stad, Amsterdam en de Provotijd (2015)
- De Treinreis, de miraculeuze ontsnapping van Hongaars-Nederlandse Joden in 1943 (2018)
- Verdwenen Stad, hoe de Joodse bevolking met de tram uit Amsterdam werd gehaald (2024)

In voorbereiding: 'Rabbi's Love Borscht' over het chassidisme in Ukraine en 'The Royal Beast" over tijgers in Nepal.